# Mihailo Vojislavljević
Mihailo Vojislavljević (Servisch: Михајло Војислављевић) was de zoon van Stefan Vojislav en regeerde van 1052 tot 1077 als grootžupan van Duklja (Dioclitië) en van 1077 tot 1081 als koning.
Mihailo knoopte de banden met Byzantium verder aan, en huwde in 1052 een Griekse prinses. Dit was de oorzaak van een 20 jaar voorspoed in vrede in het land.
Mihailo Vojislavljević kon echter de machtsstructuur die zijn vader hem had nagelaten niet consolideren. Al snel zagen Raška en Bosnië af van hun loyaliteit. Rond 1071 steunde Mihailo -zonder gevolg- een Servische opstand in Macedonië tegen Byzantium, waardoor hij de neutraliteit schond. Desondanks ontving hij in 1077 van paus Gregorius VII de koningstitel, onder andere omdat hij zich van Byzantium afwendde. Hij was daarmee de eerste gekroonde koning van Servië, ook wel bekend als Mihailo van Zeta. Hij werd opgevolgd in 1081 door zijn zoon Konstantin Bodin.